# Rodas (Cuba)
Rodas es una ciudad y un municipio de la provincia cubana de Cienfuegos. Conocido como la Villa del Damují. El municipio tiene 572.7 km², ocupando el tercer lugar en la provincia. Consta de una población cabecera: Rodas, y cinco asentamientos urbanos: Cartagena, Congojas, Ariza, Silverita y Cinco. También posee 17 localidades rurales y 36 caseríos como Jabacoa, Limones, Medidas, Santiago de Cartagena, Soledad, Turquino, 5 de Septiembre, entre otros. En 2020 tenía 33.317  habitantes. 

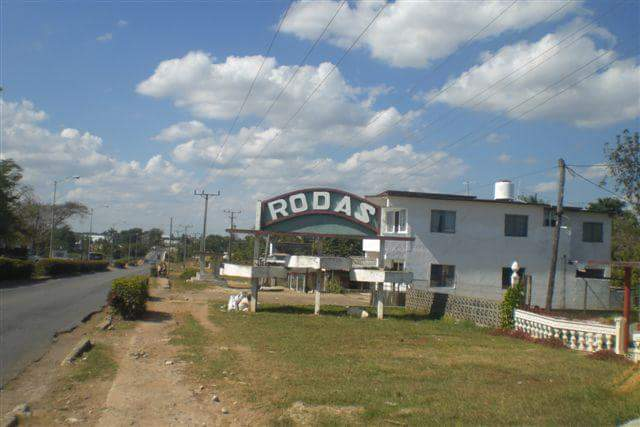
Entrada a Rodas

La ciudad fue fundada en 1859 bajo el nombre de Lechuzo. En 1869 fue renombrada Rodas en honor al capitán general Caballero de Rodas, aunque existe controversia sobre si este fue realmente el origen. Otros afirman haber visto un acta donde se expone el motivo, el cual una figura prominente del pueblo fue a Europa y visitando la isla de Rodas sugirió este nombre para el pueblo.
La vida de los rodenses está marcada por sus ríos: todas las calles comienzan o terminan junto a ellos, y algunas corren paralelas a las corrientes fluviales. Pero es el Damují, por sus dimensiones y recorrido, el que más influye en su cotidianidad.
El pueblo lo rodean dos ríos, uno pequeño, el Jabacoa, pero que aporta el agua de consumo al pueblo mediante la red de acueducto y otro más grande, largo y ancho como es el Damují, el cual en su tiempo fue navegable por más de 35 km hasta su desembocadura en la bahía de Cienfuegos. Actualmente una represa retiene las aguas de ambos ríos alrededor del pueblo.

## Toponimia

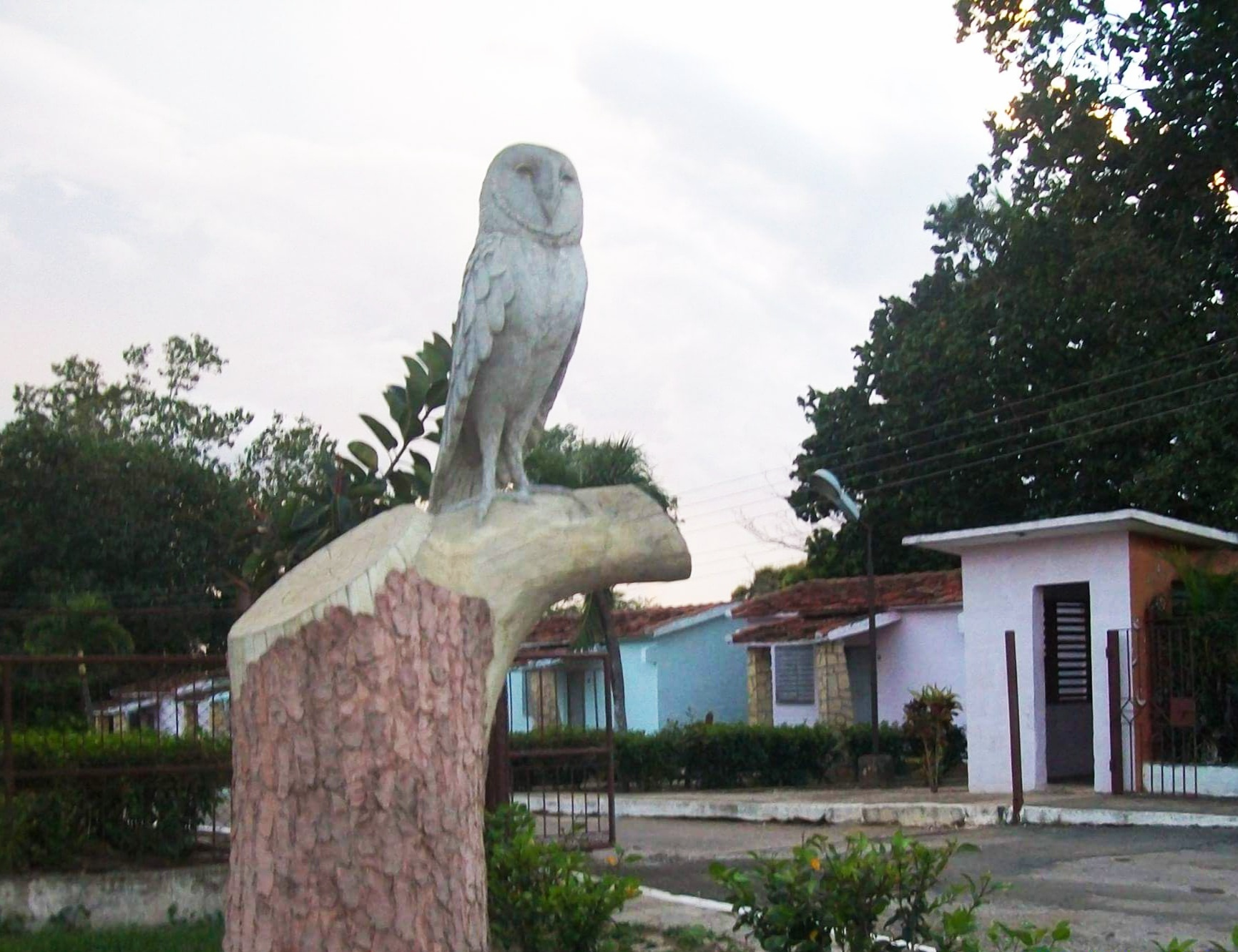
El Lechuzo como símbolo del lugar. Escultura a la entrada del Motel La Playita

Los primeros asentamientos significativos en la región se produjeron a mediados de 1854, cuando tres familias encabezadas por el español Francisco Suparo González acamparon en la margen izquierda del río Damují, junto al camino de La Habana. Estableció el peninsular una tienda en la misma casa rústica, junto a la vía, y fue tal el impacto que los viajeros comenzaron a identificarla como La Bodega de Pancho El Lechuzo, apodo dado a Suparo por los pobladores, según se cuenta, por su parecido con ese animal, hecho que devino una de las más conocidas leyendas rodenses. De esta manera el lugar fue conocido con el nombre de El Lechuzo.
Otros testimonios expresan que tal denominación le fue conferida al lugar por la gran cantidad de aves nocturnas que acudían a graznar en árboles junto al Damují.
Sea cual fuera el origen del término, el nombre de El Lechuzo permaneció hasta 1869, cuando es designado como Rodas. Este nombramiento consta en las Actas del Ayuntamiento de la jurisdicción con fecha 22 de octubre de 1869 en honor al capitán general de la Isla, Don Antonio Fernández Caballero de Rodas. Sin embargo, en el Acta capitular del Ayuntamiento de Cienfuegos, donde se consigna la presencia de este gobernador en la jurisdicción, no se expresa la decisión del nombramiento. Uno de los libros más importantes de la historiografía rodense, Apuntes para la historia de Rodas (del Comité Pro-Día del Rodense, 1952), prefiere creer que el nombre al naciente pueblo lo puso Don Alejandro Cueto, esposo de la hija del fundador, debido a que en un viaje por Europa visitó la Isla de Rodas, concibiendo allí mismo este propósito.

## Elementos identitarios

### Escudo

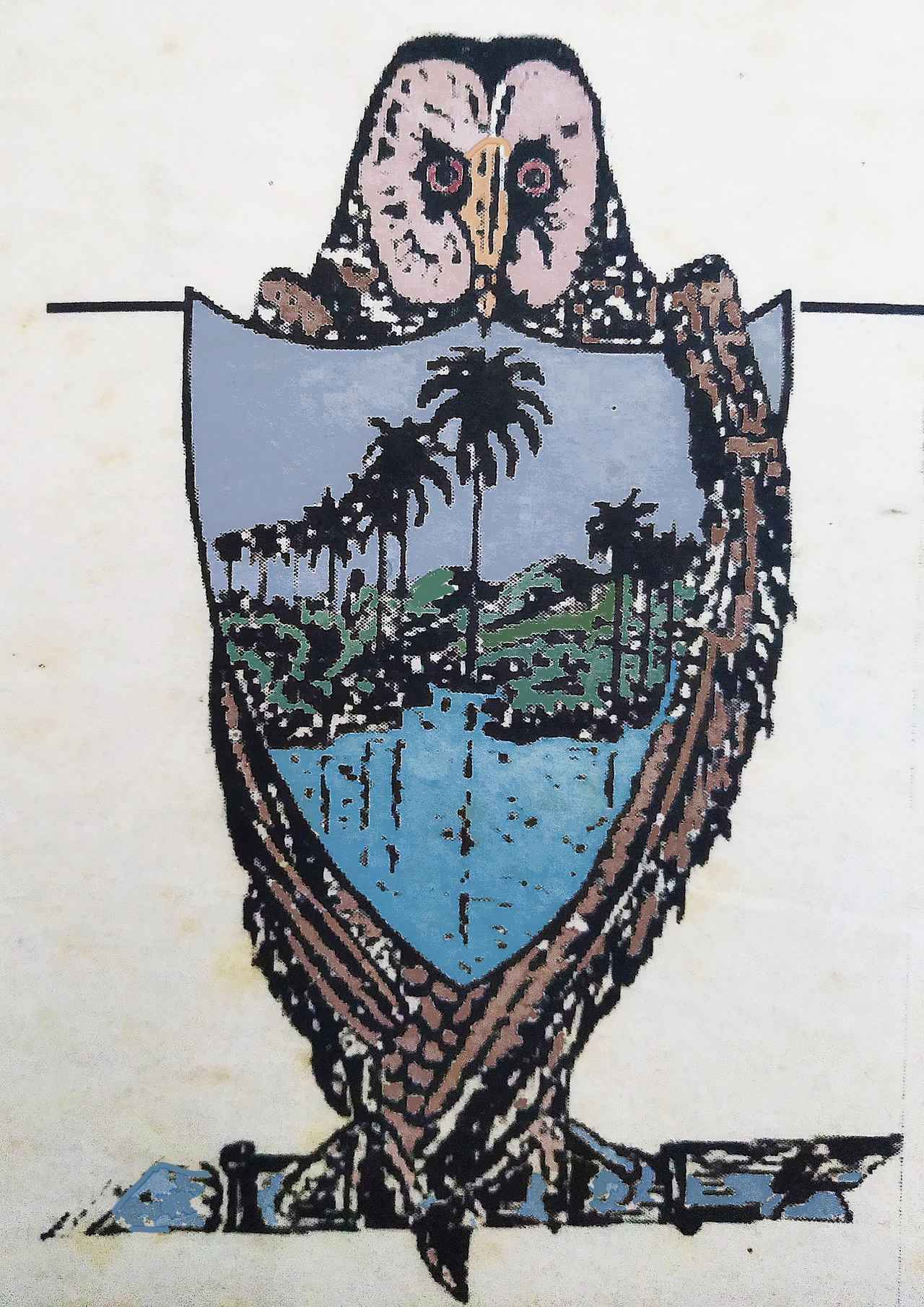
Escudo de Rodas

El escudo de Rodas está sostenido por un lechuzo, elemento representativo del primitivo nombre del pueblo. En el interior aparecen dos ríos: Damují y Jabacoa, que simbolizan las dos arterias de agua que circundan la cabecera municipal. También refleja un ingenio aludiendo al central Angelita, el único existente en la época. Cuenta además con varias palmas reales. Toda esta representación descansa sobre un trozo de caña de azúcar, principal base económica del territorio. Dibujo de la Sra. Haydée Ugalde Carrillo, hecho en 1946, por iniciativa del Alcalde Antonio Cid Carballo y aprobado por el Ayuntamiento de Rodas, en Sesión celebrada el día 9 de febrero de 1952.

### Himno
El autor de la letra del himno es Mario Leyva Hernández, musicalizado por el profesor Efraín Leyva Hernández.
Entonemos con fe y esperanza
para Rodas honrar con amor
este Himno glorioso que canta
su divisa de himno ¡LIBERTAD!
En las luchas que a Cuba forjó
y que hicieron la grande nación,
con valor los rodenses pelearon
por su enseña de honor y libertad.
En la paz han sabido sus hijos,
con la ciencia y las artes llevar,
orgullosos el nombre de Rodas
como un timbre de honra y honor.
Demos vivas, bien alta la voz.
Viva, viva el pueblo, la fe
En su hermosa patrona del Carmen,
Viva Rodas, su honor y libertad.

## Historia natural
El municipio Rodas posee una riqueza paleontológica y ha sido centro de diversos hallazgos. En 2017 fueron descubiertos más de 40 dientes fósiles como parte de las investigaciones desarrolladas por Carlos Rafael Borges Sellén, rodense miembro de la Sociedad Geológica de Cienfuegos, que corresponden con tiburones del género Isurus, Hemipristis y Hexanxhus Sp; y Crinoides, una especie de lirios de mar, en rocas que son parte de la formación de Rodas, pertenecientes al Eoceno inferior con una antigüedad de 55 millones de años.
En 2018 fue descubierto un nuevo diente de tiburón fósil en la zona de Las Medidas, al norte del municipio, el cual se conoció a través de Borges Sellén que se trataba de un incisivo de Carchadoron Megalodon, escualo gigante de los mares primitivos. El diente, en buen estado de conservación, mide 5.5x4 cm y pertenecía a un ejemplar joven de unos 7 metros, el cual podía alcanzar hasta los 18 metros, hace unos 23 millones de años.
Dos meses más tarde (mayo de 2018), ocurre el único descubrimiento de una estrella de mar fósil del Cretácico que haya acontecido en el país. Encontrada por Borges a unos 6 km de la cabecera municipal, fueron confirmadas como el ejemplar más antiguo de este tipo y único que date del periodo Cretácico por el Doctor en Ciencias Reynaldo Rojas Consuegra, autoridad de la materia en Cuba.
Unos meses más tarde, 1 de octubre de 2018, el investigador rodense anuncia el hallazgo del segundo cangrejo fósil más antiguo del país (el más antiguo en el también cienfueguero municipio de Cruces).
En marzo de 2019 fueron descubiertos fragmentos de fósiles correspondientes a Pterosauria, reptiles voladores que vivieron hace unos 205 millones de años. El hallazgo fue realizado por Borges Sellén y confirmado por Reinaldo Rojas, la doctora Zulma Brandoni de Gasparini, del Museo de la Plata en Argentina y la doctora Laura Codorniú, especialista en vertebrados fósiles de la misma nación. Estos fragmentos constituyen el primer reporte de Pterosaurios del Cretácico para Cuba.

## Historia

### Primeros habitantes
Los grupos aborígenes encontraron condiciones favorables para la vida en la cuenca fluvial del Damují, fertilidad de los terrenos, abundante flora y fauna silvestre, así como grandes yacimientos de piedra caliza silificada para la elaboración de instrumentos de trabajo en el periodo paleolítico. Se han localizado dos sitios al este del río y del pueblo: Palo Liso y San Antonio del Tanteo. En estas cavernas los aborígenes se refugiaban, hacían sus ceremonias y enterraban a sus muertos, dejando en ellas testimonio de su arte rupestre.

### Orígenes del pueblo
Antes de su fundación, ocurrida durante la mitad del siglo XIX, el territorio que hoy ocupa Rodas era un inmenso bosque de caobas y jagüeyes, cuya riqueza maderera unida a la presencia de los ríos Damují y Jabacoa llamó la atención de buscadores de fortuna y comerciantes sagaces.
Entre ellos Don Honorato Bouyón, de origen francés, estableció un negocio de tala y venta a través del río Damují y hasta la bahía de Jagua, lo que marcó el inicio de esta actividad económica en la zona, donde se construyeron un aserrío y un pequeño muelle. Esto permitió que maderas preciosas partieran rumbo a España procedentes de aquellas tierras.
A partir de 1869 familias campesinas comienzan a trasladarse a la villa, y nuevos puntos de concentración poblacional marcan el nacimiento del poblado. La selección del lugar como punto de concentración campesina, según el historiador Enrique Edo tuvo dos causas: existencia de fuerzas del ejército (Cuartel de Voluntarios) y facilidad de comunicación sin peligro para los vapores que hacían el tráfico por el Damují.
Las principales actividades económicas, iniciadas por el negocio de la madera, fueron seguidas por la plantación de cafetales, y más adelante la producción azucarera con la construcción de los ingenios Manuelita y Dos Hermanos y la pesca. La cabecera fue lugar de asentamiento para grandes ganaderos, terratenientes y comerciantes españoles.
La zona de Cartagena, al norte, es una de las zonas históricas más antiguas de Cienfuegos, desde el punto de vista económico, político y social. La mayoría de los historiadores regionales la consideran génesis de la región cienfueguera y fue significativa su tradición de lucha en la guerra de liberación por la independencia nacional.

### Desarrollo colonial y guerras de independencia
El 26 de septiembre de 1878 se establece la disposición del Gobierno de la Isla para el establecimiento de los Términos Municipales de Cartagena y Rodas, permitiendo que el 1 de enero de 1879 se constituyan los ayuntamientos municipales de Cartagena (con los poblados de Cartagena, Soledad, Turquino, Santiago, Cascajal y Ciego Montero) y Rodas (con Rodas, Medidas, Congojas, Limones y Jabacoa).
Durante la guerra de los Diez Años, en la comarca Rodas-Cartagena tienen lugar varios combates de importancia como el de Melones de Voladoras y el ataque al fuerte de Las Medidas, donde se destacan jefes de la talla de Félix Bouyón y Jesús del Sol. A partir de 1875, con la visita del General independentista Máximo Gómez, se intensificaron las acciones en el territorio. La tea incendiaria destruyo parte de la riqueza agrícola azucarera, sustento de la economía de la metrópoli.
Por otra parte, Cartagena, territorio de la demarcación rodense, ha quedado en la historia nacional como el poblado que más hombres aportó a los revolucionarios libertadores en proporción al número de habitantes.
En 1883 se observa un auge de la actividad comercial e intelectual con la apertura de la imprenta La Atrevida y el florecimiento de publicaciones periódicas como La Escoba, La Noticia entre otras. En 1885 se construye una nueva iglesia que sustituye a la primera instalada en 1878, Nuestra Señora del Carmen, en honor a Carmen Bouyón, benefactora del pueblo. Se inaugura el casino Asiático y el Casino Español, así como un ferrocarril hasta Palmira y se construye el acueducto.
El 4 de marzo de 1895 comenzó la nueva guerra en la región con un enfrentamiento entre las fuerzas mambisas y la guardia española en Santiago de Cartagena. En 1896 se intensifican las acciones bajo el mando de Mariano Pino en la zona de Rodas y Cartagena. Pino dirigió una de las acciones más importantes, la carga al machete en el poblado de Lequeitio.
Terminada la guerra se desarrollan obras sociales como Casa de Socorros, vacunación. Apertura de sociedades de instrucción y recreo para blancos y negros (El Liceo y la Unión)

### SigloXXy actualidad

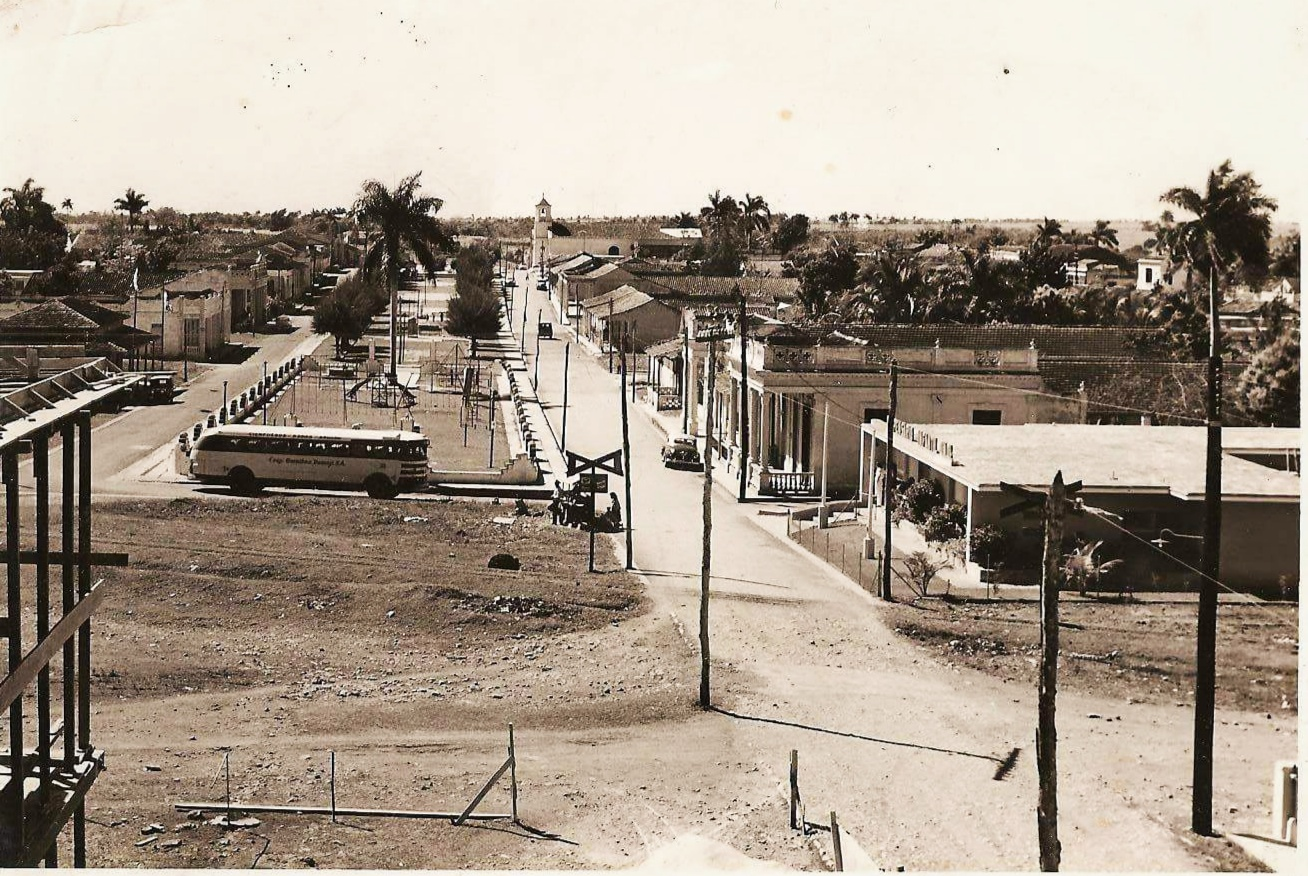
Rodas. Primera mitad del

Los ayuntamientos de Cartagena y Rodas funcionaron hasta febrero de 1902, cuando la Orden 23 del gobierno interventor unía a Abreus y Cartagena al término municipal de Rodas.
A finales de 1958 la derrota del gobierno de Fulgencio Batista era inminente. Tras la retirada de los soldados, la Guerrilla Comunista tomó varios poblados como Cartagena y Rodas. A partir de entonces el pueblo entra en decadencia hasta la actualidad.

## Fiestas patronales
Las fiestas patronales, son específicamente las fiestas de la Virgen del Carmen, patrona de Rodas; además de guateques campesinos, bembés en el barrio La caridad. En la ciudad hay los Cines Fedora en Rodas y Damují en Cartagena y una biblioteca municipal.

## Demografía
Según datos aportados por la Oficina Nacional de Estadística e Información, recogidos en el Anuario estadístico de Rodas 2018, publicado en 2019, la población residente en el municipio era de 33703 habitantes, de los cuales 17330 son hombres y 16373 son mujeres, para una relación de masculinidad de 1058 hombres por cada 1000 mujeres. Del total de pobladores, 23030 se concentran en la zona urbana del municipio y 10673 en la zona rural. La densidad de población es de 58,8 habitantes por km².
El grupo poblacional más representado es de 15-59 años con un 63.7% del total, seguido por los de 60 y más (21.1%) y por último los menores de 14 años (15.2%), también como muestra del envejecimiento poblacional que presenta el país.

### Movimiento poblacional
Durante el 2018 se registró una natalidad de 9,4 nacimientos por cada 1000 habitantes, en relación con una tasa de mortalidad general de 9,2. La mortalidad infantil en el municipio se mantuvo en 0, mientras que la mortalidad perinatal fue de 9,4 por cada 1000 nacidos vivos. En total se reportaron 317 nacidos vivos y 311 defunciones.
El saldo migratorio total (diferencia entre inmigrantes o entradas y emigrantes o salidas) en el territorio durante el año fue de -151.  Por último, la tasa media anual de crecimiento es de -4,3 por cada 1000 habitantes.

## Geografía

### Ubicación

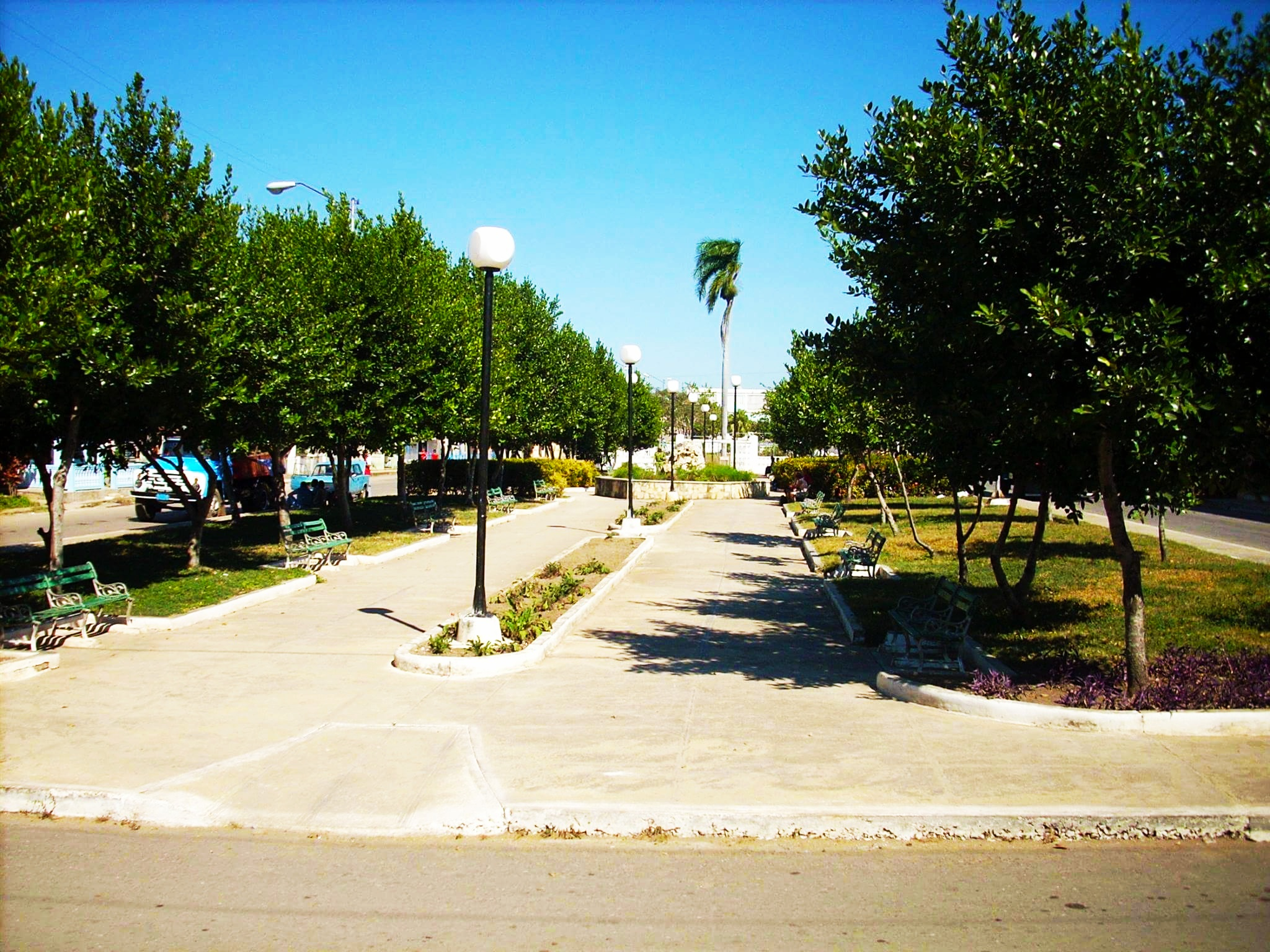
Prado de Rodas

El municipio de Rodas se ubica en la región central de Cuba, perteneciente a la provincia de Cienfuegos. La extensión superficial de Rodas es de 572,7 km². El municipio limita al norte con los municipios Santo Domingo de Villa Clara y Los Arabos, Matanzas, al este con los municipios cienfuegueros de Lajas y Palmira, al oeste con Aguada y Abreus y al sur con el municipio Cienfuegos.

### Hidrografía

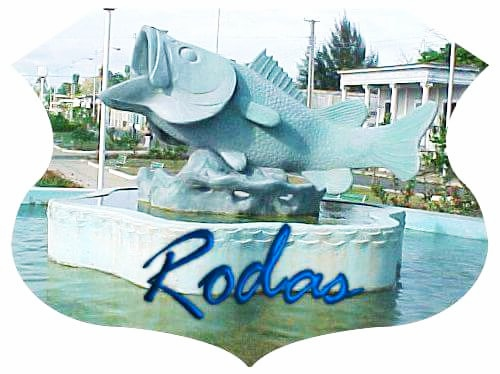
Fuente conocida como La Trucha, en Prado de Rodas. Representación de la significación de los ríos en la historia del lugar.

Desde el punto de vista hidrográfico dos arterias principales surcan el territorio formando una vasta cuenca hidrográfica. El río Damují que nace en el término de Lajas en San Marcos, formado por cuatro arroyos, entre ellos los más importantes son El Plátano y Arroyo Lajas. Sus afluentes de la margen derecha son arroyo Ojo de Agua, Jagüey o Lequeitio, arroyo Grande o Turquino, arroyo Casanova, río Jalisco, arroyos Reparador, Magüira y Santa Lucía o Laberinto. Los de la margen izquierda son parque Alto, río Anaya o Ciego Montero, río Limones y arroyo Concepción. Además recibe las aguas de los arroyuelos y cañadas que graciosamente serpentean en los múltiples valles, fertilizándolos, contribuyen como aquellos a la formación del hermoso caudal de agua potable desde su nacimiento hasta el pueblo de Rodas.
El río Damují, con una longitud de 67.8 km, posee una precipitación de 1300 milímetros, y una altitud media de 53.24 m. su nombre es voz arábiga (Damohin) y significa “dos brazos”. Confluye con el Jabacoa en un punto llamado La Sierra, poco después del paso de El Lechuzo. Sigue su recorrido por la provincia hasta desembocar en la bahía de Cienfuegos.

### Clima
El clima de Rodas es tropical con un verano relativamente húmedo. La temperatura media anual oscila entre 24 °C y 26 °C, con valores máximos que oscilan entre 34 °C y 36 °C y las mínimas absolutas anuales entre 6 °C y 8 °C. La humedad relativa se encuentra entre el 90 y el 95% como promedio histórico. Las precipitaciones son abundantes con una media anual que oscila entre 1400 y 1600 mm.

## Gobierno municipal
La Asamblea municipal del Poder Popular es el órgano superior del poder del estado en el municipio, y, en consecuencia, está investida de la más alta autoridad para el ejercicio de las funciones estatales en sus demarcaciones respectivas y para ello, dentro del marco de su competencia, y ajustándose a la ley, ejercen gobierno. Su presidenta es María Luisa Rodríguez Del Sol, su vicepresidenta es Yaquelín Luis Cobas, mientras que Maricelis Emilia García Aday es su secretaria.

### Consejo de administración municipal
Las Administraciones Locales que estas Asambleas constituyen, dirigen las entidades económicas, de producción y de servicios de subordinación local, con el propósito de satisfacer las necesidades económicas, de salud y otras de carácter asistencial, educacionales, culturales, deportivas y recreativas de la colectividad del territorio a que se extiende la jurisdicción de cada una.
Estructura del Consejo de Administración municipal:
Yaquelin Borroto García, intendente municipal.
Yailé Morfa González, secretaria del CAM.
Marlon Hernández, Coordinador de Programas y Objetivos del CAM.
Yimy Gandoy Padilla, Coordinador de Programas y Objetivos del CAM.
Deisy Hernández LLerena, Coordinador de Programas y Objetivos del CAM.
Claudia Marlen Morales, Directora de Salud Pública.
Matilde González Alvelo, Directora de Educación.
Yoexis Rodríguez Valero, Delegado de la Agricultura.
Eduardo Femenías Morales, Director de Planificación Física.
Niorge Soca Bauta, Director de la Industria Alimenticia.
Lázaro Pérez Rodríguez, Director de Economía y Planificación.
Rafael Jiménez Sollet, Director de Finanzas y Precios.
Yosney Cordero Martínez,  Director de Trabajo y Seguridad Social.
Maybi Oramas Antúnez, Director de Vivienda.
Yosvany Valido Fleitas, Director de Comercio y Gastronomía.
Justo Lázaro Fernández Ramírez, Director de Servicios Comunales.
José Miguel Depestre Rojas, Director de Deporte.
 El Consejo Popular es un órgano del Poder Popular, local, de carácter representativo, investido de la más alta autoridad para el desempeño de sus funciones. Comprende una demarcación territorial dada, apoya a la Asamblea municipal del Poder Popular en el ejercicio de sus atribuciones y facilita el mejor conocimiento y atención de las necesidades e intereses de los pobladores de su área de acción.
Se constituyen a partir de los delegados elegidos en las circunscripciones.
En el municipio existen 8 de los 68 Consejos Populares de la provincia, Rodas I, Rodas II, Cartagena, Ariza, Congojas, Santiago de Cartagena, 14 de julio y 5 de septiembre, que abarcan 61 circunscripciones.

## Economía
En el territorio existe un total de 41 entidades, de ellas 1 empresa, 16 Unidades Básicas de Producción Cooperativa, 6 Cooperativas de Producción Agropecuaria, 10 Cooperativas de Créditos y Servicios y 8 Unidades Presupuestadas. Del total, 32 pertenecen a agricultura, ganadería, caza y silvicultura, 1 a hoteles y restaurantes, 2 a Administración pública, defensa y seguridad social, 1 a Educación, 2 a Salud Pública y Asistencia Social, 2 a Cultura y Deportes, y 1 a Servicios Comunales.
El territorio rodense, eminentemente agrícola y azucarero, destaca por ser el único municipio en toda Cuba que cuenta con dos centrales azucareros en activo: el 14 de julio y el 5 de septiembre, localizados en comunidades de iguales nombres. El primero de ellos, construido en 1830 bajo el nombre de Manuelitar que fue expropiado por la Dictadura Comunista en 1960. En la zafra de 2019-2020 completó las 30225 toneladas planificadas y se planteó el propósito de aportar otras 2000. A esta meta llega tras molidas estables e indicadores de eficiencia aceptables, parámetros que la distinguen como la fábrica azucarera más integral del país durante la presente contienda, de acuerdo con los resultados del grupo empresarial AzCuba. El otro central azucarero, 5 de septiembre, es uno de los pocos centrales construidos por la Dictadura Comunista. Dotado recientemente de tecnología moderna, es otro de los pilares de la zafra azucarera en la provincia de Cienfuegos. Es conocido como “el Coloso de Rodas” entre sus trabajadores y pobladores.
Durante el 2018 la circulación monetaria en el municipio registró entradas de 174997,7 miles de pesos cubanos, de ellos 109060,5 en circulación mercantil, 1069.4 en servicios de transporte, 6978.6 en cobros de viviendas, electricidad, gas y agua. Se registraron salidas de 222281.6 miles de pesos, de ellos 67902.1 en salarios y 3512.9 en seguridad y asistencia social. Por lo cual hubo una des emisión de -80029.8 miles de pesos cubanos.  La liquidez del territorio se encuentra en -10055.1 miles de pesos. El superávit o déficit corriente es de 5783.0 miles de pesos.
La población en edad laboral del municipio asciende a 21618, de ellos existen 11679 activos, con una tasa de actividad económica de un 54%, mayor en el sexo masculino (68.2%) respecto al femenino (37.5%). De estos 11679 activos se encuentran ocupados 11585 y se reportan 94 desocupados para un 0.8%. Del total de ocupados, 1518 lo hacen por vía no estatal o trabajadores por cuenta propia. El salario medio mensual en entidades estatales de salud fue de 936 pesos, agricultura y ganadería de 926 pesos, cultura y deporte de 912, siendo estos los más remunerados.
En El Pino, a la entrada del pueblo, en 2016 fue erigido un parque solar fotovoltaico que cuenta con una capacidad de generación de 11.2 MW.
Se consumieron durante el año 121.6 toneladas de petróleo crudo y sus derivados, una disminución de 69.9% respecto al año precedente. El 99.6% de las viviendas están electrificadas. Se consumieron 29 GW por hora como promedio. La elaboración de alimentos contabilizó 2.3 toneladas de conservas de frutas, 27.7 de tomate, 480.7 mil de repostería y 1399.6 toneladas de pan.
Se construyeron 76 viviendas, de ellas 34 estatales y 42 por parte de la población. Se destinaron 1314.4 miles de pesos a mantenimiento constructivo y reparaciones capitales a la vivienda. Las inversiones abarcaron gastronomía (34.7%), salud y asistencia social (27.1%), servicios comunales, de asociaciones y personales (22.5%), educación (13.0%) entre otros.
El municipio cuenta con un motel, La Playita, de 14 habitaciones y 26 plazas. El campismo popular 5 Azúcar en Cartagena registro 5264 pernoctaciones de turistas nacionales con un ingreso de 1523.9 mil pesos durante el año. El mismo ofrece servicios de restaurante, bar piscina, ranchón, piscina, actividades nocturnas y discoteca, y otros.

## Educación

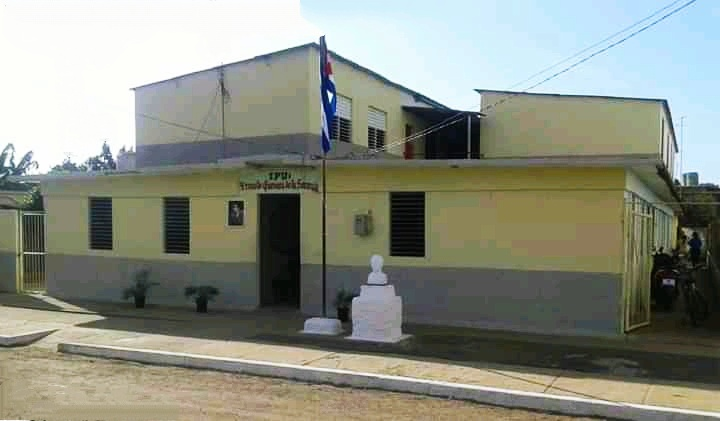
Vista frontal del Instituto Preuniversitario de Rodas

El municipio cuenta con 35 escuelas, de ellas 28 de enseñanza primaria, 5 de enseñanza media (incluye un Instituto Preuniversitario Urbano y uno de enseñanza técnica profesional), 1 Facultad Obrero Campesina de adultos y 1 escuela para personas con discapacidades físicas y motoras diversas. En total existen 633 personas como personal docente y una matrícula de 4156 estudiantes en las distintas enseñanzas.

## Salud pública y asistencia social
El municipio posee dos policlínicos universitarios, el Reinaldo Naranjo de Cartagena y el Raúl Suárez de Rodas. Además un Hogar Materno para el ingreso y atención especializada a las gestantes de riesgo hasta llegar al término de la gestación, una Clínica Estomatológica, un Hogar de Ancianos y 4 Casas de abuelos. En total se cuenta con 70 camas en las unidades de servicios.
Posee un total de 149 médicos, de ellos 40 en consultorios de familia, 51 estomatólogos, 10 farmacéuticos, 203 enfermeros y 150 técnicos y auxiliares para un promedio de 227 habitantes por médico y 662 por estomatólogo. Durante 2018 se dieron 353103 consultas, de ellas 36121 en Cuerpo de guardia y 107759 estomatológicas.
Las enfermedades de mayor incidencia son las respiratorias agudas y las diarreicas agudas. La principal causa de muerte son los tumores malignos (237.4 por cada 100000 habitantes), seguido por enfermedades del corazón, enfermedades crónicas respiratorias, cerebrovasculares e influenza y neumonía.

## Cultura
Desde los tiempos de su fundación existieron en Rodas personas interesadas por las artes, en particular la poesía. Nombres como Roberto Gómez Álvarez, Cipriano García Aday, Basilio Castillo Morfa y Ramón Font Ortega, cultivaron esta manifestación y dieron realce a la literatura local. Entre las publicaciones periódicas destacaron por su permanencia El Heraldo de Rodas, El Damujino, El Cartagenero, y la revista La Sorpresa, realizada en Congojas, una de las primeras publicaciones mecanografiadas que se conocen en el país.
Relevancia especial dentro del movimiento editorial, por lo inusual en poblaciones de este nivel, fue la edición en 1903 de un Directorio Económico e Histórico del término municipal de Rodas, realizado en la imprenta La Luz y firmado por el maestro de escuela Mariano Ruiz Rojas, con hermosas ilustraciones y grabados de comercios de la época, incluso con temas científicos que gozan hoy de actualidad.
En 1952 sale a la luz Apuntes para la historia de Rodas, firmado por un colectivo de intelectuales y políticos de la época, quienes escribieron y compendiaron numerosos artículos sobre la historia rodense. Ambas obras están atesoradas en la Biblioteca Nacional José Martí.
Con el propósito de proteger la literatura y la cultura universal y rodense surge Ediciones Damují. Inaugurada en 1992 con el poemario para niños Arre burrito, de la lugareña Dinorah Sánchez Pérez, desde entonces más de 50 títulos de poesía, narrativa, ensayo, entre otros géneros, han sido editados. “Un empeño grande” como lo cataloga su promotor José Ramón Calatayud. También literatura científica como son once títulos asociados a la Medicina en sus diversas especialidades. Esta labor es merecedora de varios reconocimientos, entre ellos el Premio Provincial de Cultura Comunitaria 2002 en reconocimiento a la inmensidad de su empeño entre tantas dificultades de diversos tipos. Otra de sus obras notables es El pueblo de los dos ríos, de Gladys Rodríguez y José Echevarría, del 2009.
El municipio cuenta con 3 cines de 35 mm, 2 salas de video, 3 bibliotecas, 1 librería y 1 casa de la cultura. Durante el 2018 se ofrecieron 66 funciones de cine, 18 de música, 3189 actividades en Casa de la cultura y 12000 en bibliotecas, con alrededor de 44.7 mil asistentes a dichas actividades. Se cuenta con 251 artistas aficionados (no profesionales) que ofrecieron 748 espectáculos. El fondo bibliotecario alcanza las 21.6 mil unidades. Además se cuenta con 2 Joven club de computación y electrónica (Rodas y Cartagena) para acercar servicios informáticos y de comunicaciones a las comunidades.

### Fiestas locales

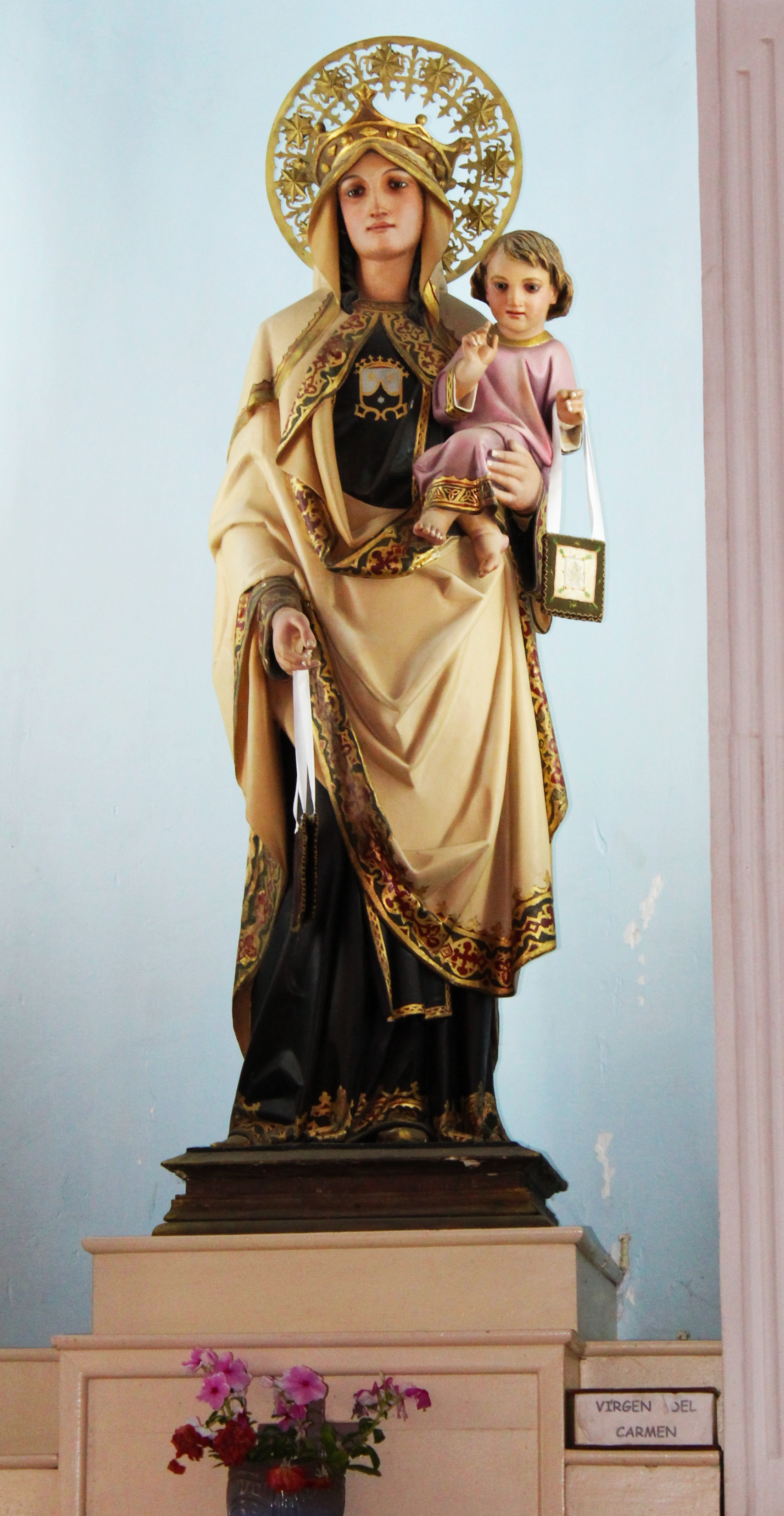
Altar de la Virgen del Carmen en Iglesia Católica

Las fiestas patronales de Rodas se celebran el 16 de julio, aunque las mismas comienzan algunos días antes. Data desde 1885, cuando cada 16 de julio los lugareños se reunían para alabar a la Virgen del Carmen, patrona de la localidad, en honor precisamente a Doña Carmen Bouyón, benefactora del pueblo. Esta fecha es escogida por conmemorar la inauguración de la primera iglesia de madera Nuestra Señora del Carmen en Rodas, la primera misa por el cura Eduardo Muñoz Reinoso, párroco de Cartagena. Poco a poco la celebración desbordó los límites del templo y en 1952 el Ayuntamiento ante el reclamo de promotores liderados por Inocencio Cid Carballo proclamó el 16 de julio Día del Rodense, oficializándose el Himno y el Escudo locales. Esta declaración, además de contribuir a la apropiación de los símbolos, fortaleció a la lechuza como representación cultural.
Las fiestas de Cartagena se celebran el 8 de septiembre, festividad de la Virgen de la Caridad del Cobre, patrona de Cartagena, aunque igualmente las celebraciones duran varios días. Otras localidades del municipio tienen sus propias celebraciones, por ejemplo, Congojas en mayo y Ariza lo hace en agosto.

## Transporte
El municipio cuenta con una Terminal de Ómnibus Nacional, localizada en Rodas, y una Terminal de Ómnibus Intermunicipal en Cartagena. Además de la Terminal de Ferrocarriles de Rodas. Durante el último año se transportaron en Ómnibus de uso público 1282.5 mil pasajeros, cifra más alta en los últimos 6 años con un total de 25.8 mil viajes realizados. Además se cuenta con varios transportistas privados que ofrecen sus servicios a la población. Sin embargo, estos aún están por debajo de la demanda, en cuanto a cantidad, calidad y precio, por lo que constituye una de las principales dificultades de la población rodense.
Luego de la crisis de combustible que experimentó Cuba a finales de 2019 se mantiene un viaje diario de la ruta Cienfuegos-Rodas-Habana, con horario de salida a las 6:00 y de retorno a las 12:05 que actualmente no funciona.

## Deportes
El municipio cuenta con 127 personas fungiendo como personal deportivo, y 7058 participantes sistemáticos, de ellos 1431 gimnasia con el niño y 1512 gimnasia básica para la mujer. 1021 rodenses participaron en competiciones deportivas a nivel municipal. Los deportes más representativos son futbol (688), béisbol (320) baloncesto, voleibol, karate, ajedrez y atletismo. El municipio cuenta con 2 estadios de béisbol (Rodas y Cartagena) además de cuadros en otras localidades. En las comunidades están presentes los gimnasios biosaludables al aire libre, así como gimnasios particulares regidos por personal no estatal.
Se han destacado en el deporte Cheo, Juan Daniel, Ñico Ruiz, Pepe Castillo (maestro promotor del voleibol). Con el triunfo revolucionario se sumaron nuevos nombres como Darío Rodríguez, Reemberto Cabrera y Silvio Llanes. Atletas de talla panamericana y olímpica como el pertiguista Rubén Camino, el beisbolista Aldo Suárez del Villar, la tenista Leticia Suárez y el corredor Norberto Téllez, también colocaron a Rodas en los anales del deporte cubano.

## Telecomunicaciones
En el municipio está presente la Empresa de Telecomunicaciones de Cuba S.A. (ETECSA) por medio de una Oficina Comercial en Rodas. La misma brinda servicios de telefonía fija y móvil de baja calidad, acceso a internet por datos móviles mediante 4 radiobases con tecnología 3G y una radiobase con tecnología 4G. Las localidades de Rodas y 5 de septiembre cuentan con servicio de Nauta Hogar que posibilita navegar desde el hogar. Este servicio está previsto a ampliarse en un futuro cercano.
Existen 4 áreas públicas para conexión a internet vía wifi: Prado de Rodas, parque 14 de Julio, Cartagena y Congojas.
Además se cuenta con 2 Joven club de computación y electrónica (Rodas y Cartagena) para acercar servicios informáticos y de comunicaciones a las comunidades.
Rodas cuenta con un centro transmisor de televisión digital terrestre (TDT) de instalación en marzo de 2020, aunque desde hace años se puede disfrutar del servicio al recibir señal de otras zonas. Ahora el acceso es a través del canal 33 TDT-SD.
El municipio cuenta con 5 unidades de servicios de correo y telégrafos.

## Personas destacadas
- Mariano Pino Moreira, nacido en 1855 en Soledad, ascendido a Comandante del Ejército Libertador por Antonio Maceo, se lanzó a la insurrección y con 60 hombres entra a Cartagena bajo la consigna “fuego y machete” se incorpora a las columnas invasoras de Maceo y Máximo Gómez y descuella en el combate de Cabeza del Toro. Llega a La Habana como parte de la Campaña Invasora. Regresa y ataca a la guerrilla de Rodas. Se distingue en la carga al machete en Lequeitio. Libra el combate de Santa Oliva, uno de los más significativos de la zona. Terminada la guerra fue nombrado jefe de guarnición de Cartagena, presidente de la Sociedad del Liceo de esa localidad y posteriormente alcalde.
- Juan Bautista Capote: natural de Camarones y vecino de Cartagena, considerado el primer mártir de la guerra de los Diez Años en Cienfuegos. Capitán de una fuerza en armas que operaba por El Lechuzo, fue apresado y conducido a Cienfuegos por el río Damují. Bajo la acusación de alzarse en armas contra el gobierno español, es condenado a pena de muerte.
- Polito Ibáñez, aunque graduado de actuación en el Instituto Superior de Arte, su voz, su guitarra y su talento han sido sus principales armas para triunfar. Nacido en la Villa del Damují en 1965, encuentra entre sus influencias musicales a Silvio Rodríguez, Pablo Milanés, Santiago Feliú, Carlos Varela y Frank Delgado, además de inquietud por el mundo del rock y el pop. Desde 1984 ingresó en el Movimiento de la Nueva Trova. Ha realizado importantes actuaciones en escenarios de Cuba, España, Venezuela, Argentina, Francia, Holanda, Costa Rica y otros, compartiendo escena con intérpretes de la talla de Silvio Rodríguez, Pablo Milanés y Joaquín Sabina. Una voz impresionante, textos trabajados y hermosas melodías forman parte de su quehacer.
- Guillermo Portabales, compositor y guitarrista que popularizó entre los años treinta y sesenta la guajira, un estilo cubano de música campesina. Sus lánguidas, melancólicas y líricas guajiras, así como su estilo elegante de cantar lo hicieron popular en toda América Latina.
- Norberto Téllez, corredor panamericano y olímpico.
- Osmel Sousa, presidente de la Organización Miss Venezuela desde 1982 hasta 2018.